# Campeonato da Europa de Atletismo de 2022 - 10000 m feminino
A prova dos 10000 metros feminino do Campeonato da Europa de Atletismo de 2022 foi disputada no dia 15 de agosto de 2022, no Estádio Olímpico de Munique, em Munique na Alemanha. 

## Recordes
Antes desta competição, os recordes mundiais e do campeonato nesta prova eram os seguintes:
|                       | Nome             | Nacionalidade | Tempo      | Local   | Data                |
| --------------------- | ---------------- | ------------- | ---------- | ------- | ------------------- |
| Recorde mundial       | Letesenbet Gidey | Etiópia       | 29m 01s 03 | Hengelo | 8 de junho de 20021 |
| Recorde europeu       | Sifan Hassan     | Países Baixos | 29m 06s 82 | Hengelo | 6 de junho de 2021  |
| Recorde do campeonato | Paula Radcliffe  | Reino Unido   | 30m 01s 09 | Munique | 8 de agosto de 2002 |

## Medalhistas
| Ouro              | Prata                 | Bronze                       |
| Yasemin Can (TUR) | Eilish McColgan (GBR) | Lonah Chemtai Salpeter (ISR) |

## Cronograma
Todos os horários são locais (UTC+2).
| Data         | Hora  | Evento |
| ------------ | ----- | ------ |
| 15 de agosto | 21:48 | Final  |

## Resultado final
A final ocorreu no dia 15 de agosto às 21:48.
| Posição           | Atleta                  | Nacionalidade | Tempo    | Notas                |
| ----------------- | ----------------------- | ------------- | -------- | -------------------- |
| Medalha de ouro   | Yasemin Can             | Turquia       | 30:32.57 | Recorde da temporada |
| Medalha de prata  | Eilish McColgan         | Reino Unido   | 30:41.05 |                      |
| Medalha de bronze | Lonah Chemtai Salpeter  | Israel        | 30:46.37 | Recorde nacional     |
| 4                 | Konstanze Klosterhalfen | Alemanha      | 31:05.21 | Recorde da temporada |
| 5                 | Selamawit Teferi        | Israel        | 31:24.03 | Recorde da temporada |
| 6                 | Samantha Harrison       | Reino Unido   | 31:46.87 |                      |
| 7                 | Valeriia Zinenko        | Ucrânia       | 31:55.60 | Recorde pessoal      |
| 8                 | Alina Reh               | Alemanha      | 32:14.02 |                      |
| 9                 | Camilla Richardsson     | Finlândia     | 32:19.27 | Recorde pessoal      |
| 10                | Jessica Judd            | Reino Unido   | 32:23.98 |                      |
| 11                | Silke Jonkman           | Países Baixos | 32:30.92 |                      |
| 12                | Alessia Zarbo           | França        | 32:36.28 |                      |
| 13                | Mekdes Woldu            | França        | 32:39.54 |                      |
| 14                | Sarah Lahti             | Suécia        | 32:42:27 | Recorde da temporada |
| 15                | Beatriz Álvarez         | Espanha       | 33:04.18 |                      |
| 16                | Jasmijn Lau             | Países Baixos | 33:14.00 | Recorde da temporada |
| 17                | Maitane Melero          | Espanha       | 33:46.71 |                      |
| 18                | Julia Mayer             | Áustria       | 33:57.29 |                      |

Legenda
| Recorde mundial       | Recorde mundial (World record)               |                       | Recorde africano                      | Recorde africano (African) |                                           | Q | Classificado por posição (Qualified) |
| Recorde do campeonato | Recorde do campeonato (Championship record)  | Recorde da América    | Recorde da América (Americas)         | q                          | Classificado por melhor tempo (Qualified) |   |                                      |
| Melhor marca do ano   | Melhor marca do ano (World leading)          | Recorde asiático      | Recorde asiático (Asian)              | DNS                        | Não largou (Did not start)                |   |                                      |
| Recorde nacional      | Recorde nacional (National record)           | Recorde europeu       | Recorde europeu (European)            | DNF                        | Não terminou (Did not finish)             |   |                                      |
| Recorde pessoal       | Recorde pessoal do atleta (Personal best)    | Recorde da Oceania    | Recorde da Oceania (Oceania)          | DSQ / DQ                   | Desclassificado (Disqualified)            |   |                                      |
| Recorde da temporada  | Recorde da temporada do atleta (Season best) | Recorde sul-americano | Recorde sul-americano (South America) | NM                         | Sem marca (No mark)                       |   |                                      |